# 瀬戸ヶ谷古墳
瀬戸ヶ谷古墳（せとがやこふん）は、かつて神奈川県横浜市保土ケ谷区瀬戸ケ谷町53付近に所在した古墳時代後期の古墳。形状は前方後円墳。全長41メートルを測り、神奈川県下における古墳時代後期（6世紀）の古墳としては最大級のものであった。

## 立地と概要
帷子川の支流である今井川南岸、保土ケ谷駅南西の標高約40メートルの丘陵上に所在していた。
太平洋戦争中の1943年（昭和18年）6月、地元住民の軽部三郎が、所有地の丘陵頂部を開墾中に土器片を発見し、横浜市市民博物館館長の中道等に連絡した。中道の調査により土器片が人物埴輪片であることが確認され、また軽部は埴輪が発見された土地の形状が前方後円墳形に見えることから、開墾を中止して神奈川県に「古墳発見届」を提出した。同年に帝室博物館（後の東京国立博物館）の神林淳雄と、神奈川県史跡調査委員の赤星直忠が部分的な調査を実施したが、戦時中のため本格的な発掘調査は行われなかった。

## 発掘調査
本発掘調査は、終戦後の1950年（昭和25年）1月から2月にかけて実施され、東京国立博物館から八幡一郎・三木文雄・増田精一・村井嵩雄が、神奈川県から赤星直忠・石野瑛（考古学研究者、武相中学校・高等学校創立者）が参加した。調査の結果、古墳は全長41メートル×幅20メートル×高さ4メートルの前方後円墳であることが確認された。埋葬施設は既に盗掘され検出できなかったが、墳丘周囲を3重に巡る円筒埴輪・朝顔形埴輪列が検出された。また、後円部上および前方部西側を中心に人物埴輪のほか馬形・家形・大刀形・盾形・靫形・帽子形などの形象埴輪が出土した。埴輪の特徴から6世紀中頃に築造されたとみられ、帷子川流域を支配しヤマト王権とも結びつきの強かった首長の墓と推定された。
出土した数多くの埴輪は東京国立博物館に所蔵されているが、墳丘自体はその後破壊され、赤星直忠が1969年（昭和44年）から1979年（昭和54年）までの期間に作成したと推定される赤星ノート（資料01087）には、墳丘が削平され住宅地となった現状を撮影した写真（撮影年月日不明）が残されている。

## ギャラリー

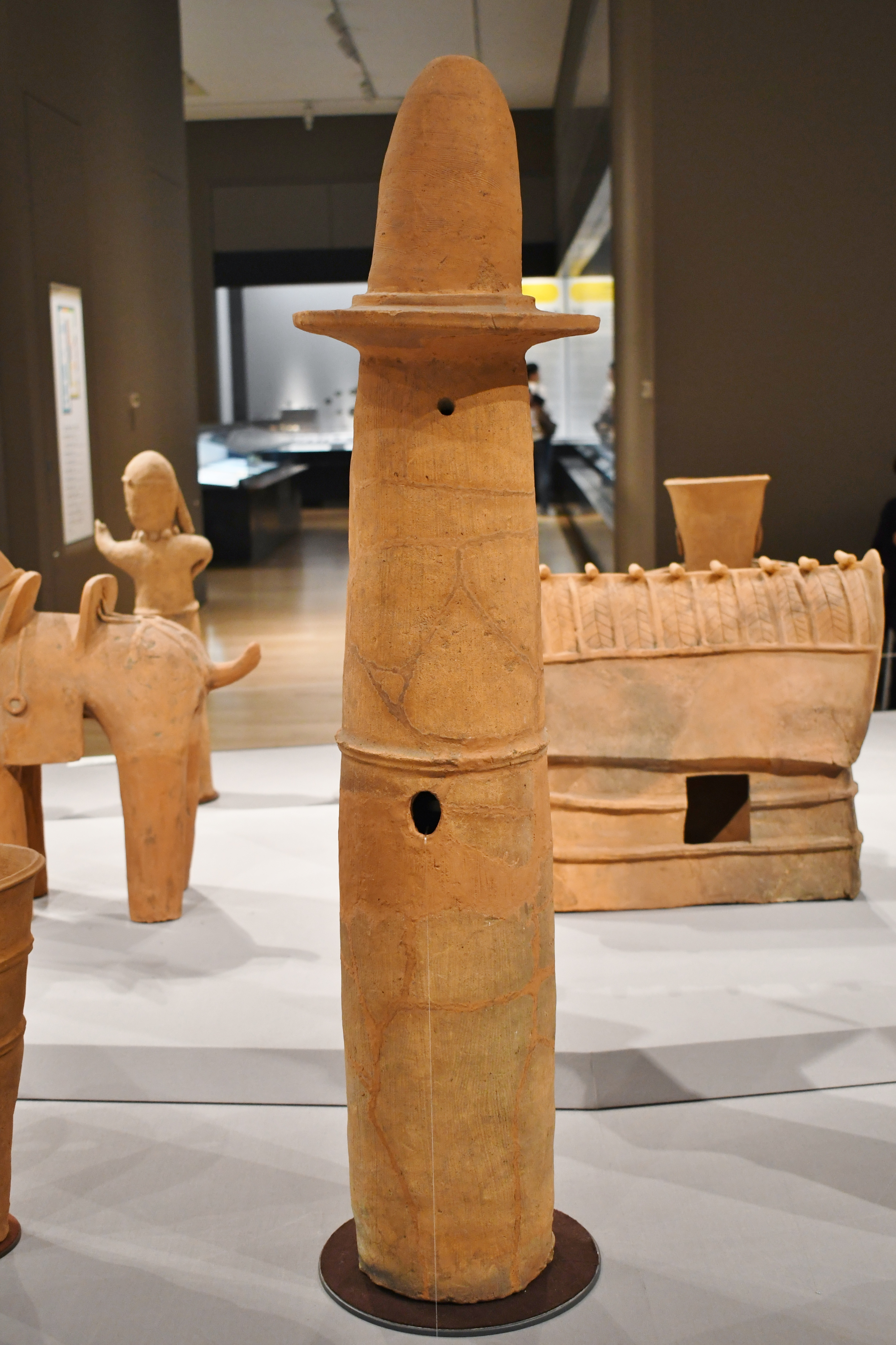
帽子形埴輪
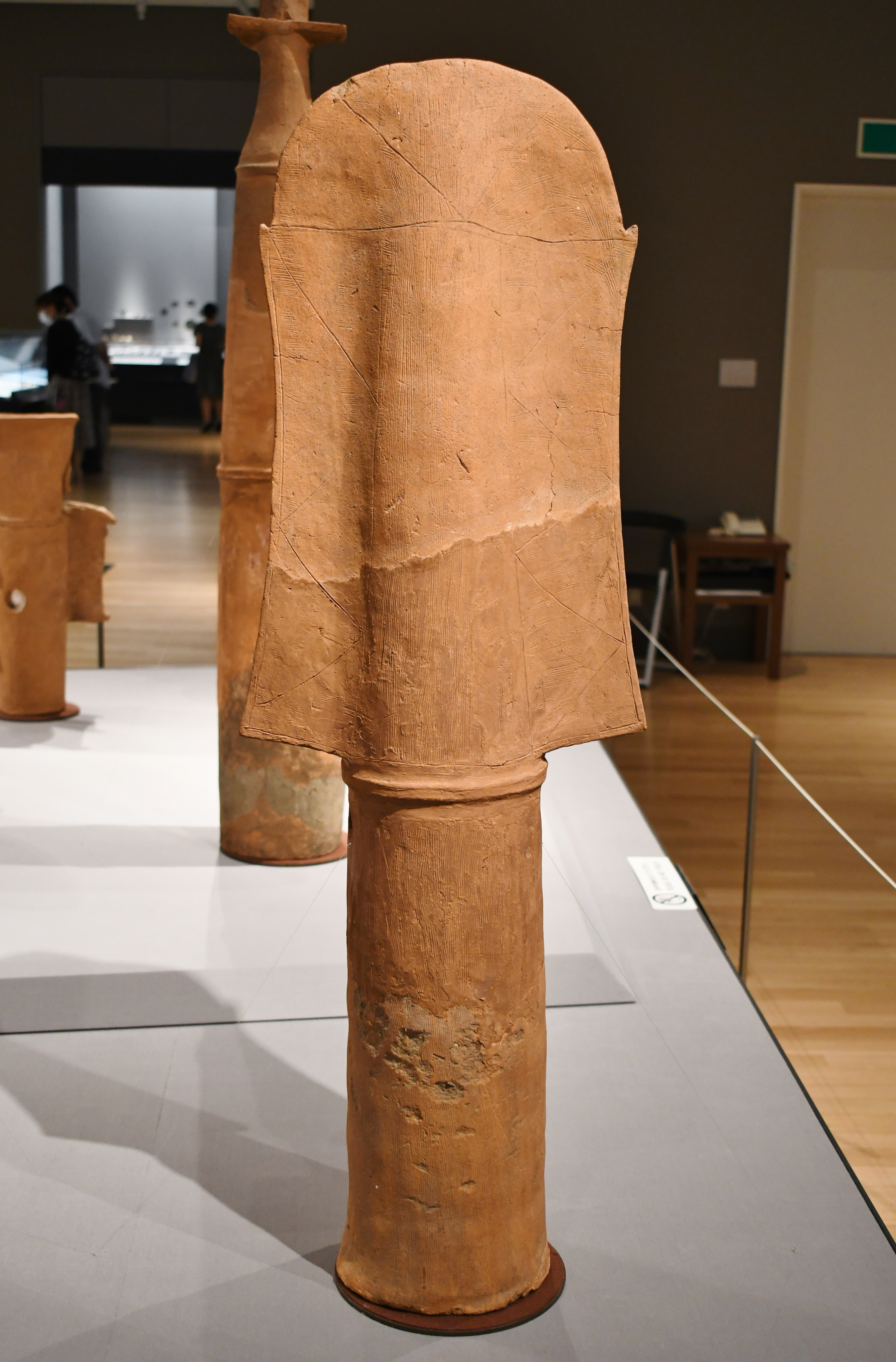
盾形埴輪
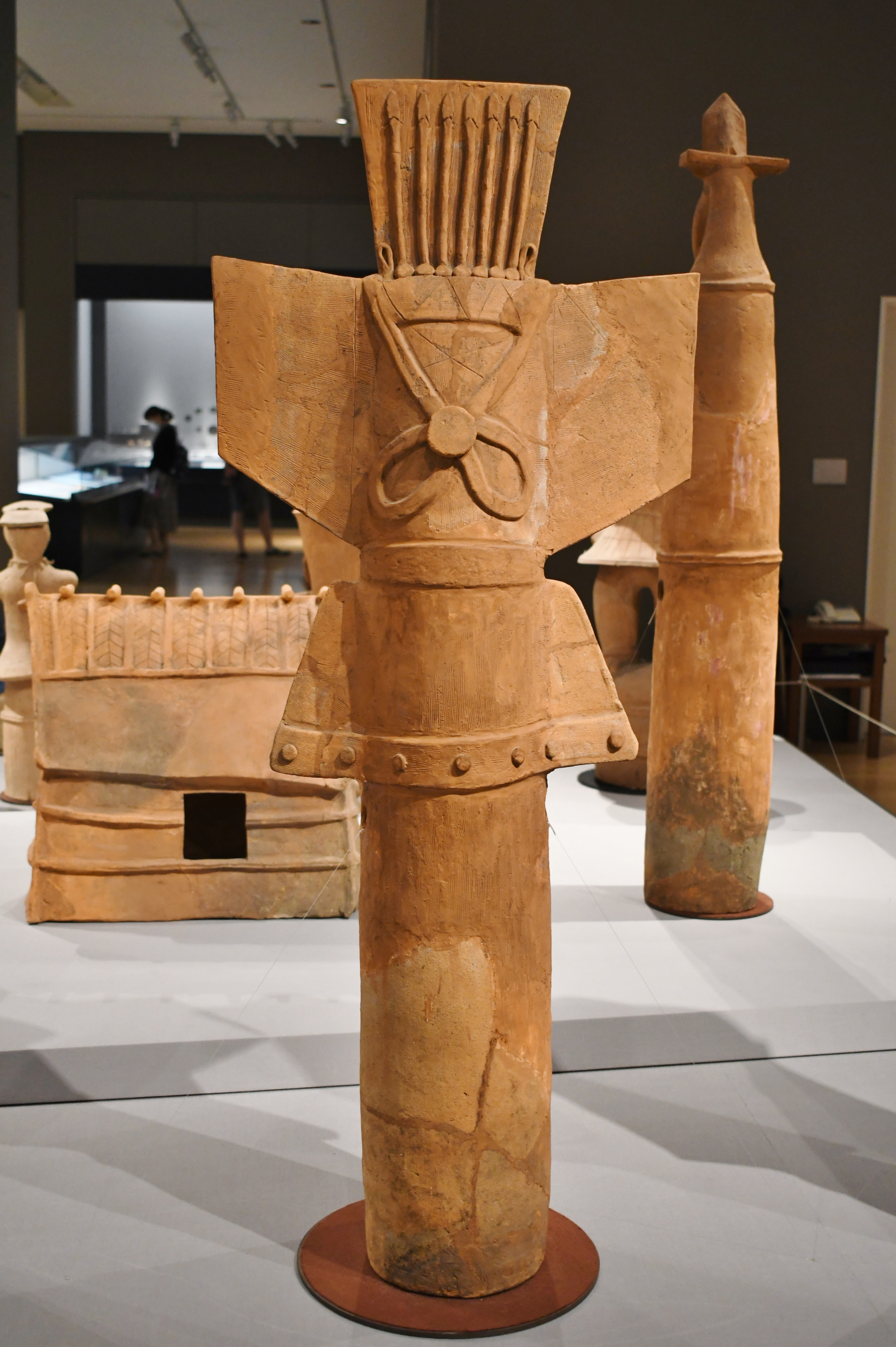
靫形埴輪